# Okręg wyborczy Brackley
Okręg wyborczy Brackley był miejskim okręgiem wyborczym wysyłającym dwóch deputowanych do Izby Gmin najpierw Anglii, później Wielkiej Brytanii a wreszcie Zjednoczonego Królestwa. Okręg powstał w 1547 r. Położone w hrabstwie Northamptonshire Brackley było miastem handlowym. W 1831 r. liczyło 378 domów. Mieszkało tam 2 107 ludzi, ale prawo głosu miało tylko 33. Byli to: burmistrz, 6 aldermanów i 26 bogatszych kupców. W tym uznawanym za "zgniły" okręgu wyborczym najwięcej do powiedzenia przy wyborach mieli miejscowi landlordowie. W połowie XVIII w. o tym, kto reprezentował Brackley w Izbie Gmin decydowali książęta Bridgewater. Na początku XIX w. wpływy w okręgu były podzielone między hrabiów Bridgawet i markizów Stafford, z których każdy nominował po jednym deputowanym. Okręg wyborczy Brackley został zniesiony w 1832 r. na podstawie Great Reform Act.

## Reprezentanci okręgu Brackley w brytyjskiej Izbie Gmin

### Reprezentanci z lat1547–1640
- 1601: Edward Montagu
- 1604–1611: sir Richard Spencer
- 1604–1611: William Lisle
- 1621–1622: sir Thomas Wenman
- 1621–1622: Edward Spencer (1594-1656)
- 1624–1625: sir Thomas Wenman
- 1626: John Crew
- 1626: sir John Hobart

### Reprezentanci z lat1640–1832
- 1640–1648: John Crew
- 1640–1648: sir Martin Lister
- 1659–1659: Thomas Crew
- 1659–1659: William Lisle
- 1660–1679: sir Thomas Crew
- 1660–1661: William Lisle
- 1661–1679: Robert Spencer
- 1679–1679: William Lisle
- 1679–1690: Richard Wenman
- 1679–1681: sir William Egerton
- 1681–1685: William Lisle
- 1685–1689: James Griffin
- 1689–1690: John Parkhurst
- 1690–1692: sir William Egerton
- 1690–1695: John Blencowe
- 1692–1698: Henry Mordaunt
- 1695–1711: Charles Egerton
- 1698–1700: sir John Aubrey
- 1701–1702: Henry Mordaunt
- 1702–1705: John James
- 1705–1705: John Sidney
- 1705–1708: Henry Mordaunt
- 1708–1714: William Egerton
- 1711–1713: John Burgh
- 1713–1714: Paul Methuen
- 1714–1715: John Burgh
- 1714–1715: Henry Watkins
- 1715–1733: William Egerton
- 1715–1747: sir Paul Methuen
- 1733–1742: George Lee
- 1742–1754: Sewallis Shirley
- 1747–1754: Richard Lyttelton
- 1754–1765: Marshe Dickinson
- 1754–1755: Thomas Humberston
- 1755–1761: sir William Moreton
- 1761–1771: Robert Wood
- 1765–1768: Lord Hinchingbrooke
- 1768–1780: William Egerton
- 1771–1789: Timothy Caswall
- 1780–1803: John Egerton
- 1789–1802: Samuel Haynes
- 1802–1832: Robert Haldane Bradshaw
- 1803–1810: Anthony Henderson
- 1810–1825: Henry Wrottesley
- 1825–1832: James Bradshaw